# 佐賀県競馬組合
佐賀県競馬組合（さがけんけいばくみあい）とは、佐賀競馬場で地方競馬を主催する一部事務組合である。佐賀県、鳥栖市で構成される。

## 所属騎手
他地区からの期間限定騎乗中の騎手は除く。
- 青海大樹 - 2023年3月1日付で兵庫県競馬組合から移籍
- 石川慎将
- 金山昇馬
- 川島拓
- 合林海斗
- 小松丈二
- 竹吉徹
- 田中純 - 弟は田中直人
- 田中直人 - 兄は同所属の田中純
- 出水拓人
- 長田進仁
- 飛田愛斗
- 村松翔太
- 山口勲
- 山下裕貴

## 年度代表馬表彰
年間に優秀な成績を収めた馬を、佐賀県馬主会が協賛して翌年1月に最優秀年度代表馬表彰式として行われている。
- 最優秀3歳馬
- 最優秀2歳牡馬
- 最優秀2歳牝馬

### 受賞馬一覧
| 年度 | 最優秀3歳馬      | 最優秀2歳牡馬      | 最優秀2歳牝馬      |
| ---- | ---------------- | ------------------ | ------------------ |
| 2019 | スーパージンガ   | ミヤノクリステン   | ミスカゴシマ       |
| 2020 | ミスカゴシマ     | スーパーキンチャン | シュリーデービー   |
| 2021 | トゥルスウィー   | ブリュットミレジメ | ムーンオブザクイン |
| 2022 | ザビッグレディー | アストライオス     | イチノコマチ       |
| 2023 | ブレイブアモーレ | ウルトラノホシ     | ムーンオブザサマー |
| 2024 | ウルトラノホシ   | ムーンオブザエース | ミトノドリーム     |

## メディア
無料配信
- YouTube
- ニコニコ競馬チャンネル
- 地方競馬ライブ
- 楽天競馬
- オッズパーク

有料配信
- グリーンチャンネル（グリーンチャンネル地方競馬中継　随時重賞を放送）
- 地方競馬ナイン

ラジオ番組
- 長崎放送・NBCラジオ佐賀「さがけいばホット情報」（毎週金曜日16:55-17:00生放送）
- 日経ラジオ社「うまきんIII・さがきん」（毎週金曜日20:00-20:30放送中の10分程度[8]）